# Cluedo
Pour l’article homonyme, voir Cluedo (homonymie).
Cluedo (Cluedo en Grande-Bretagne, Clue en Amérique du Nord, littéralement « indice » en français) est un jeu de société dans lequel les joueurs doivent découvrir parmi eux qui est le meurtrier d'un crime commis dans un manoir anglais, le Manoir Tudor. Imaginé par Anthony Pratt et sa femme, Elva Rosalie Pratt, en 1943 à Birmingham, le jeu est mis en vente pour la première fois par Waddington Games au Royaume-Uni en 1949.

## Historique
Selon le magazine Virgule, Anthony Pratt a été pianiste. Mais pendant la Seconde Guerre mondiale, il devient ouvrier dans une usine fabriquant des composants pour les chars d'assaut. Il se souvient des jeux de meurtre et de mystère auxquels jouaient certains de ses clients lors de concerts privés, ainsi que des romans policiers en vogue à l'époque, en particulier ceux d'Agatha Christie. Retranché la nuit dans sa maison de Birmingham, en Angleterre, pendant les raids aériens qui frappent la ville, il occupe ses insomnies en imaginant un jeu autour d'un crime. En 1944, Pratt dépose une demande de brevet pour son invention. Ce jeu est initialement baptisé Murder [Meurtre] . Le design de la maison du jeu aurait été inspiré par un ancien hôtel, le Tudor Close, à Rottengdean, dans la ville de Brighton and Hove. Les premières éditions du jeu se sont intitulées Murder at Tudor Close.
Peu après, Pratt et sa femme, Elva Pratt, qui a participé à la conception du jeu, le présentent à Norman Watson, dirigeant de Waddingtons. Celui-ci l'achète immédiatement et lui donne le nom de marque Cluedo (un jeu de mots sur "clue" et "Ludo", le mot latin pour « je joue » et le nom d'un jeu de société populaire basé sur le pachisi).
Bien que le brevet soit accordé en 1947, les pénuries d'après-guerre retardent le lancement officiel du jeu au Royaume-Uni jusqu'en 1949. Le jeu est simultanément concédé sous licence à Parker Brothers aux États-Unis pour publication, où il est rebaptisé Clue, car le Ludo n'était pas très connu dans ce pays, les jeux de type Pachisi ayant été publiés sous d'autres noms et d'autres marques, de sorte que le jeu de mots n'aurait pas été compris par tous.
Le jeu se vend à des centaines de millions d'exemplaires. Depuis 1994, il appartient au groupe Hasbro,.

## Le jeu

### But
Le but du jeu est de trouver qui a tué le Docteur Lenoir, dans quelle pièce du manoir et avec quelle arme a été commis le meurtre.

### Mise en place
En début de partie on classe les différentes cartes indices par type (suspects / armes / lieux) et on en tire une de chaque au hasard que l'on met dans l'enveloppe prévue sans les regarder : il s'agit de la solution de l'énigme de cette partie.
Chaque joueur choisit ensuite un pion.
Les cartes indices restantes sont alors mélangées et distribuées faces cachées équitablement à tous les joueurs. Ces cartes servent alors d'alibi : un joueur possède cette carte sait qu'elle n'est pas parmi les trois cartes mises à part et donc que l'indice correspondant n'est pas la clef de l'énigme. C'est donc une carte qui a son alibi et qui n'est pas suspecte.

### Déroulement
Pour découvrir la vérité sur le meurtre chaque joueur peut à tour de rôle se déplacer dans le manoir et émettre une hypothèse sur le crime.
Pour se déplacer dans le manoir, le joueur jette le dé et se déplace du nombre correspondant de cases sur le plateau dans le couloir. Lorsqu'il passe une porte ouverte, le joueur arrive dans une pièce et ne peut plus avancer ce tour-ci (même s'il n'a pas utilisé tous les déplacements auxquels le dé lui donnait droit), mais au tour prochain il pourra repartir de n'importe quelle porte ouverte de cette pièce. Les deux passages secrets entre les coins opposés du plateau peuvent s'emprunter uniquement lorsque l'on est dans une pièce de coin, on peut alors au lieu de lancer les dés choisir de passer directement dans le passage secret.
Il existe dans la version classique deux passages secrets : un qui relie la cuisine à l'observatoire, et un autre qui relie le spa au pavillon des invités.
Lorsqu'un joueur termine son tour dans une pièce il peut proposer une reconstitution du crime dans cette pièce. Il choisit une arme et un personnage qu'il amène directement dans cette pièce puis énonce la reconstitution : « je suspecte le professeur Violet d'avoir tué le docteur Lenoir avec le poignard dans le salon » (le joueur doit se trouver dans le salon pour faire cette reconstitution.) Il interroge alors le joueur à sa gauche dans le but d'authentifier sa reconstitution : si ce dernier a au moins une carte alibi, il est tenu de lui en montrer une (il peut choisir celle qu'il montre) en secret. S'il n'en possède pas, il ne montre rien et le joueur à sa gauche prend la relève. Lorsqu'une carte a été montrée, la reconstitution est invalidée et le tour passe au joueur suivant. Dans l'exemple si le joueur questionné a la carte du poignard mais pas celle du professeur Violet ni celle du salon, il la montre alors au joueur qui a fait la reconstitution, sauf si le joueur qui soupçonne pratique la même stratégie proposée ci-dessous (soupçonner alors qu'on a l'alibi pour confirmer une idée). Il faut ainsi être prudent.

### Fin du jeu
Lorsqu'un des joueurs pense avoir trouvé les trois éléments du meurtre, il doit accuser (et non plus soupçonner) le personnage voulu (joueur ou non) qu'il pense être coupable du meurtre, ainsi que l'arme et la pièce utilisées (le joueur n'est pas nécessairement obligé de se trouver dans la pièce qu'il soupçonne pour faire son accusation). Le joueur vérifie alors secrètement les trois cartes solution, cachées dans l'enveloppe.
- S'il a raison, il annonce les cartes aux autres joueurs et la partie s'achève.
- S'il s'est trompé, il remet les cartes sans les révéler aux autres joueurs, et il s'arrête de jouer. Les autres joueurs continuent de chercher jusqu'à ce que la partie s'achève.

### Astuces
Le jeu est livré avec de petites fiches d'enquête permettant aux joueurs de comptabiliser les cartes alibis qu'ils rencontrent. Au bout d'un certain temps, les joueurs devinent l'arme, le lieu ou le personnage n'ayant aucun alibi.
Il est possible de monter de fausses reconstitutions dont on possède les alibis. Par exemple, le joueur qui est presque sûr que le colonel Moutarde est le meurtrier peut énoncer une reconstitution (mettant en scène celui-ci avec une arme dans un lieu dont le joueur détient les alibis) lors du questionnement aux autres joueurs. De ce fait, le joueur ayant l'alibi du colonel Moutarde sera forcé de le dévoiler, mais si personne ne le montre, c'est qu'il est le meurtrier.

## Composition du jeu standard

### Suspects

#### Personnages plus récurrents
- Rouge - Mademoiselle Josephine Rose ou Miss Scarlett (version anglaise)
- Jaune - Colonel Michael Moutarde ou Colonel Mustard (version anglaise) ou Colonel Moutarde (version actuelle)
- Blanc - Madame Blanche Leblanc ou Mrs. White (version anglaise)
- Vert - Révérend John Olive ou Reverend Green (version anglaise) / Mr. Green (version américaine)
- Rose - Docteur Orchidée ou Dr Orchid (version anglaise)
- Bleu - Madame Patricia Pervenche ou Mrs. Peacock (version anglaise)
- Violet - Professeur Peter Violet ou Professor Plum (version anglaise)

Autres personnages connus mais moins récurrents :
- Orange - Mademoiselle Amelia Pêche ou Miss Peach (version anglaise) (versions Cluedo Vidéo, Super Cluedo, Passeport pour Meurtre, Cluedo 2017 Marmelade Game)
- Rose - Madame Oliva Chose ou Madam Rose/Madam Mystic (version anglaise) (Super Cluedo, Cluedo 2017 Marmelade Game)
- Brun - Monsieur Gus Prunelle ou M. Brunette (version anglaise) (versions Cluedo Vidéo, Super Cluedo, Passeport pour Meurtre, Cluedo 2017 Marmelade Game)
- Gris - Sergent Earl Legris ou Sgt. Grey (version anglaise) (versions Cluedo Vidéo, Super Cluedo, Passeport pour Meurtre, Cluedo 2017 Marmelade Game)
- Azur - Prince Philippe Azur (version Cluedo DVD, Super Cluedo, Les Mystères du Cluedo, Cluedo 2017 Marmelade Game)
- Mauve - Lady Su Sian Lavande ou Lady Lavender (version anglaise) (version Cluedo DVD, Les Mystères du Cluedo)
- Turquoise - Madame Jeanne Beaumont ou Mrs Jane Meadow-Brook (version anglaise) (version Cluedo DVD, Super Cluedo, Les Mystères du Cluedo, Cluedo 2017 Marmelade Game)
- Rouille - Francis ou Rusty Nayler (version anglaise) (Version Cluedo DVD, Super Cluedo, Les Mystères du Cluedo, Cluedo 2017 Marmelade Game)
- Magenta - Docteur Orchidée (version Cluedo 2015 - Hasbro, Cluedo 2017 Marmelade Game)
- Taupe - Comte Alfred Du Puy ou Lord Gray (version Anglaise) (Version Cluedo interactif, Les Mystères du Cluedo)

### Armes
La version originale comporte 6 armes :
- Poignard
- Revolver
- Chandelier
- Corde
- Clé anglaise
- Matraque (aussi appelée barre de fer ou tuyau de plomb)

Certaines versions plus récentes comportent :
- Le poison
- Le trophée
- L'haltère
- La batte
- Le collier
- Le fer à cheval
- Le gant de boxe
- La barre de plutonium
- La hache
- Le lance-pierre
- Le saxophone
- La statue

### Lieux
Version originale
|              |                |  |      |             |        |  |   |  |
|              | †              |  |      | Grand Salon |        |  | ‡ |  |
| Cuisine      | Petit salon    |  |      | Grand Salon |        |  |   |  |
|              |                |  |      | Grand Salon |        |  |   |  |
|              |                |  |      |             |        |  |   |  |
|              | Salle à Manger |  |      |             | Bureau |  |   |  |
|              | Salle à Manger |  |      |             |        |  |   |  |
| Bibliothèque | Salle à Manger |  |      |             |        |  |   |  |
|              |                |  |      |             |        |  |   |  |
|              |                |  | Hall |             |        |  |   |  |
| Véranda      | Studio         |  |      |             |        |  |   |  |
| ‡            | †              |  |      |             |        |  |   |  |
|              |                |  |      |             |        |  |   |  |

† ‡ représentent les passages secrets vers la salle diamétralement opposée

Lieux des versions plus récentes

Dans des versions plus récentes, on trouve aussi :
- La salle de billard
- La salle de bal
- La salle de bain
- La chambre à coucher
- Le pavillon des invités
- Le jardin d'hiver
- Le bureau

## Composition des jeux - versions alternatives

### Super Cluedo (1990/2000)

#### Suspects (10)
- Colonel MOUTARDE (pion jaune)
- Mademoiselle ROSE (pion rouge)
- Madame PERVENCHE (pion bleu)
- Professeur VIOLET (pion violet)
- Docteur OLIVE (pion vert)
- Madame LEBLANC (pion blanc)
- Madame CHOSE (pion rose)
- Mademoiselle PECHE (pion orange)
- Sergent LEGRIS (pion gris)
- Monsieur PRUNELLE (pion marron)

#### Armes (8)
- Poignard
- Chandelier
- Revolver
- Corde
- Matraque
- Clef Anglaise
- Poison
- Fer à Cheval

#### Lieux (12)
| Fontaine | Jardin | Bibliothèque | Salle de billard                                 | Bureau         | Veranda     | Grange |
|          | Jardin |              | Hall (case départ qui ne fait pas partie du jeu) |                | Petit Salon | Grange |
| Kiosque  | Jardin | Grand Salon  | Salle à manger                                   | Salle à manger | Cuisine     | Grange |

### Version Simpson (2001)

#### Suspects
- Homer Simpson (dans le rôle du révérend Olive)
- Marge Simpson (dans le rôle de Mme Pervenche)
- Bart Simpson (dans le rôle du professeur Violet)
- Lisa Simpson (dans le rôle de Mlle. Rose)
- Waylon Smithers (dans le rôle de Mme Leblanc)
- Krusty le clown (dans le rôle du colonel Moutarde)

#### Armes
- Donut empoisonné
- Gant de boxe extensible
- Collier
- Saxophone
- Barre de plutonium
- Lance-pierres

#### Lieux
| Supermarché Kwik-E-Mart | Centrale Nucléaire              | Maison de retraite de Springfield |
| Bowling de Barney       |                                 | Maison des Simpson                |
| Bowling de Barney       | Restaurant "Au Frying Dutchman" |                                   |
| Studios Krustylu        | Manoir de Burns                 | Donjon de l'Androïde              |

### Cluedo interactif (2004)

#### Suspects
- Colonel Moutarde (jaune)
- Madame Pervenche (bleu)
- Mademoiselle Rose (rouge)
- Professeur Violet (violet)
- Madame Leblanc (blanc)
- Monsieur Olive (vert)
- Madame Beaumont (turquoise)
- Francis (rouille)

#### Personnages jouables
- Prince Azur (azur)
- Mademoiselle Pêche (orange)
- Lady Lavande (mauve)
- Comte Du Puy (taupe)

#### Armes
- Fer à cheval
- Marteau
- Cisaille
- Seau
- Raquette
- Nain de jardin

Lieux
- Manoir
- Hangar à bateaux
- Kiosque
- Piscine
- Ecurie
- Maison du gardien
- Jardin
- Court de tennis
- Garage

### Les Mystères du Cluedo (2005)

#### Suspects
- Colonel Moutarde (jaune)
- Madame Pervenche (bleu)
- Mademoiselle Rose (rouge)
- Professeur Violet (violet)
- Madame Leblanc (blanc)
- Monsieur Olive (vert)
- Francis (rouille)
- Madame Beaumont (turquoise)
- Lady Lavande (mauve)
- Comte Du Puy (taupe)
- Prince Azur (azur)
- Mademoiselle Pêche (orange)

### Version 2008

#### Suspects
- M. Moutarde (jaune)
- Mlle. Rose (rouge)
- M. Olive (vert)
- Mme. Leblanc (blanc)
- Mme. Pervenche (bleu)
- Professeur Violet (violet)

#### Armes
- Chandelier
- Poignard
- Corde
- Revolver
- Hache
- Poison
- Trophée
- Batte
- Haltère

#### Lieux
| Cuisine        | Patio                                  | Spa                 |
| Salle à manger | Piscine (lieu pour accuser uniquement) | Salle de projection |
| Salle à manger | Piscine (lieu pour accuser uniquement) | Salon               |
| Chambre d'amis | Hall                                   | Observatoire        |

### Version 2012

#### Suspects
- Colonel Moutarde (jaune)
- Madame Pervenche (bleu)
- Mademoiselle Rose (rouge)
- Professeur Violet (violet)
- Madame Leblanc (blanc)
- Monsieur Olive (vert)

#### Armes
- Chandelier
- Barre de fer
- Clé anglaise
- Revolver
- Poignard
- Corde

#### Lieux
| Cuisine       | Salle à manger | Salon  |
| Bureau        |                | Entrée |
| Salle de bain |                | Entrée |
| Chambre       | Salle de jeux  | Garage |

### Version 2017

#### Suspects
- Moutarde (pion jaune)
- Pervenche (pion bleu)
- Rose (pion rouge)
- Olive (pion vert)
- Orchidée (pion rose)
- Violet (pion violet)

#### Armes
- Corde
- Poignard
- Barre de fer
- Revolver
- Chandelier
- Clé anglaise

#### Lieux
- Cuisine
- Salle de réception
- Jardin d'hiver
- Salle de billard
- Bibliothèque
- Bureau
- Entrée (ou salle de bain selon la version)
- Salon
- Salle à manger

## Adaptations
Le jeu de société a donné lieu à des adaptations de plusieurs types :
- Cluedo, jeu télévisé diffusé sur France 3 entre 1994 et 1995[8].
- Cluedo, jeu vidéo sorti pour la première fois en 1984 sur Commodore 64.
- Cluedo ou Clue, film réalisé par Jonathan Lynn et sorti en 1985[7].
- Clue, jeu vidéo sorti sur Super Nintendo et Mega Drive en 1992
- Cluedo, jeu PC en 1998.
- Cluedo, nouvelle génération, mini-série télévisée américaine créée par Raven Metzner et diffusée en 2011 sur Hub Network.

Il existe différents livres et livres-jeux inspirés de l'univers Cluedo.
- Une série de livres dont vous êtes le héros Cluedo, est publiée en Bibliothèque Verte depuis 2012. La première saison, Origines, regroupe les tomes 1 à 6 et a été écrite par Michel Leydier. La deuxième saison, Mystères, regroupe les tomes 7 à 12, qui ont été écrits par différents auteurs : Michel Leydier, Oliver Gay, Elizabeth Barféty et Katherine Quenot. La troisième saison, Secrets mortels, qui débute au tome 13, a été écrite par Katherine Quenot et Elizabeth Barféty. Le hors-série grand format Meurtre à Noël, écrit par Bertrand Puard est paru en 2019.
- Un escape game Cluedo est paru en 2019 aux éditions Hachette Jeunesse.
- Une série de bande dessinée interactive Cluedo, écrite par Elizabeth Barféty et dessinée par Pierre Uong est parue aux éditions Jungle. Le tome 1, Un crime presque parfait, a été publié en 2014 et le tome 2, Croisière meurtrière, en 2015.
- La série de livres-jeux Cluedo, Mon carnet d'énigmes, écrite par Jérôme Eho et illustrée par M. De la roche est parue aux éditions Splash!. Le tome 1, Affaires non classées, et le tome 2, Enquêtes au manoir, ont tous les deux été publiés en 2015.

## Romans dont vous êtes le héros
par Bertrand Puard
- Cluedo : Meurtre à Noël : joue les détectives et mène l'enquête . Vanves :   Hachette Jeunesse, coll. "Bibliothèque verte. Plus. Aventures sur mesure XXL", 10/2019, 160 p.  (ISBN 978-2-01-710513-8)
- Cluedo enquêteurs (vol. 1) : Cyberenquête au manoir. Vanves : Hachette jeunesse, coll. "Bibliothèque verte. Plus", 07/2021, 192 p.  (ISBN 978-2-01-711117-7)
- Cluedo enquêteurs (vol. 2) : Avis de tempête chez Lenoir. Vanves : Hachette jeunesse, coll. "Bibliothèque verte. Plus", 09/2021, 192 p.  (ISBN 978-2-01-628917-4)
- Cluedo enquêteurs (vol. 3) : Mission secrète pour le docteur. Vanves : Hachette jeunesse, coll. "Bibliothèque verte. Plus", 02/2022, 192 p.  (ISBN 978-2-01-715387-0)
- Cluedo enquêteurs (vol. 4) : Meurtre sur l'île. Vanves : Hachette jeunesse, coll. "Bibliothèque verte. Plus", 06/2022, 64 p.  (ISBN 978-2-01-715401-3)
- Cluedo enquêteurs (vol. 5) : Serial killer dans les murs. Vanves : Hachette jeunesse, coll. "Bibliothèque verte. Plus", 11/2022, 64 p.  (ISBN 978-2-01-715404-4)

## Romans policiers
Romans policiers pour adultes
- Meurtre au manoir Tudor / Paul Halter, Le Masque, 1997.
- Rééd. sous le titre Meurtre dans un manoir anglais / Paul Halter, Le Masque n° 2409, 1998.

Romans policiers pour la jeunesse écrits par Bertrand Puard.
1. Coup de théâtre pour Moutarde. Vanves : Hachette jeunesse, coll. "Bibliothèque verte. Plus. Cluedo Romans policiers" no 1, 06/2023, 160 p.  (ISBN 978-2-01-715410-5)
2. Pervenche passe à l'action. Vanves : Hachette jeunesse, coll. "Bibliothèque verte. Plus. Cluedo Romans policiers" no 2, 08/2023, 148 p.  (ISBN 978-2-01-715414-3)
3. Course contre la montre pour Rose. Vanves : Hachette jeunesse, coll. "Bibliothèque verte. Plus. Cluedo Romans policiers" no 3, 10/2023, 152 p.  (ISBN 978-2-01-724529-2)
4. Coup gagnant pour Violet. Vanves : Hachette jeunesse, coll. "Bibliothèque verte. Plus. Cluedo Romans policiers" no 4, 03/2024, 160 p.  (ISBN 978-2-01-724532-2)
5. Double enquête pour Olive. Vanves : Hachette jeunesse, coll. "Bibliothèque verte. Plus. Cluedo Romans policiers" no 5, 09/2024, 151 p.  (ISBN 978-2-01-724537-7)
6. Enquête sous tension pour Rose. Vanves : Hachette jeunesse, coll. "Bibliothèque verte. Plus. Cluedo Romans policiers" no 6, 12/2024, 160 p.  (ISBN 978-2-01-724536-0)